# 斯納戈斯季

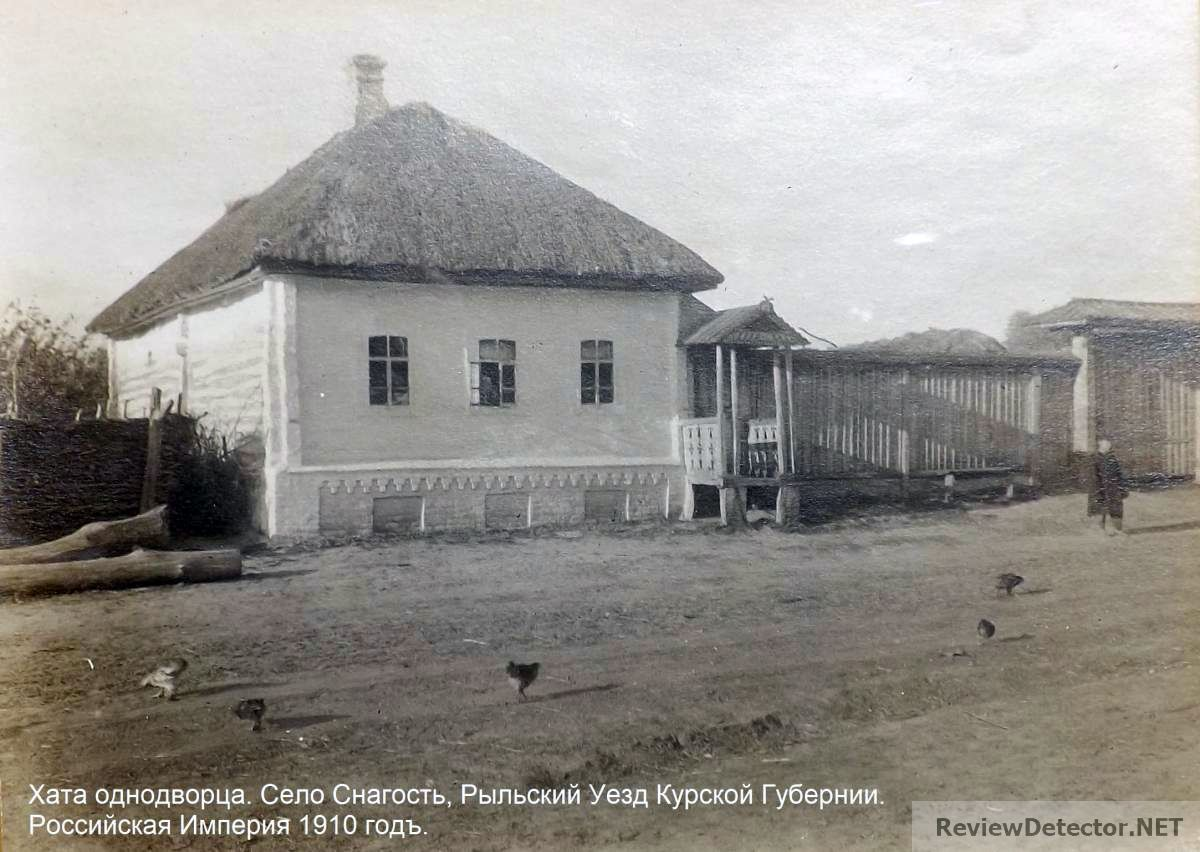
斯纳戈斯季村的單院，攝於1910年

斯納戈斯季（羅馬化：Snagost'）是俄羅斯库尔斯克州科列涅沃區的村庄，為斯納戈斯季村委會行政中心。
坐落於斯納希斯蒂河右岸，距俄乌边境9公里，库尔斯克西南102公里，区中心科列涅沃以南10.5公里。

## 歷史

### 俄羅斯帝國
20世纪初，该村隶属庫爾斯克省雷爾斯克縣，人口约3300人，学校2所。

### 俄羅斯聯邦
2024年8月，烏克蘭進攻庫爾斯克州，该村庄由乌克兰武装部队控制。9月10日至13日，俄军夺回了该地控制权。